# 1796 en Bretagne
 Chronologie de la Bretagne
- 1792
- 1793
- 1794
- 1795
- 1796
- 1797
- 1798
- 1799
- 1800

Cette page recense des événements qui se sont produits durant l'année 1796 en Bretagne.

## Société

### Naissance

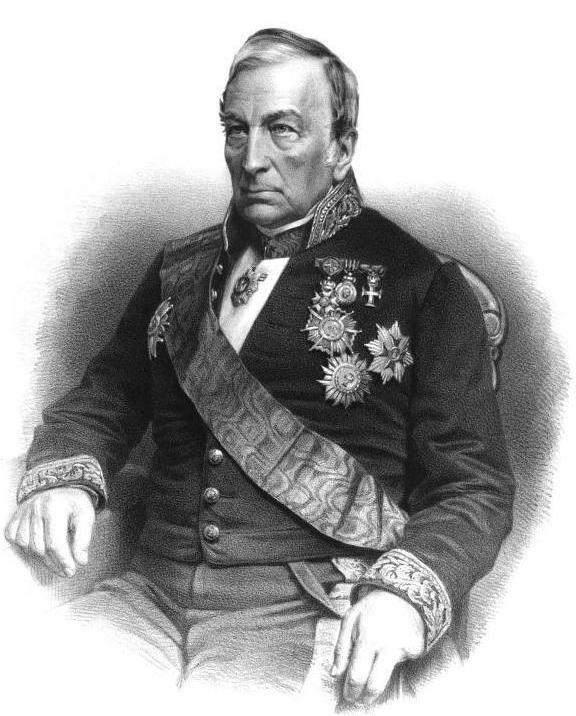
Bernard-Théobald-Joseph, baron de Lacrosse

- 29 janvier à Brest : Le baron Bertrand Théobald Joseph de Lacrosse, militaire et un homme politique français, mort à Paris le 28 mars 1865. Proche de Louis-Napoléon Bonaparte, il fut ministre des Travaux publics à deux reprises sous la Deuxième République.

- 19 avril à Brest : François Eustache de Fulque, marquis d’Oraison, militaire et homme politique français,  mort à Paris le 22 février 1876.

- 29 septembre 1796 à l'Île-d'Arz (Morbihan) : Georges Monnier, homme politique français décédé le 12 mai 1851 à Paris.